# Dragon's Breath

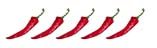
Pálivost 2 000 000 – 2 200 000 SHU

Dragon's Breath je odrůda chilli papričky původem ze Spojeného království, jež při neoficiálním testování vykázala pálivost 2,48 milionů jednotek Scovilleovy stupnice (SHU), což je výkon, kterým by přeskočila prozatím poslední uznanou nejpálivější papričku světa Carolina Reaper (až 2,2 milionu SHU) a zařadila se na druhé místo za rekordmanku Pepper X (2,69 milionu SHU). Guinnessova kniha rekordů dosud ale neuznala platnost testů.